# Morainville
Morainville – miejscowość i gmina we Francji, w Regionie Centralnym, w departamencie Eure-et-Loir.
Według danych na rok 1990 gminę zamieszkiwało 25 osób, a gęstość zaludnienia wynosiła 7 osób/km² (wśród 1842 gmin Centre, Morainville plasuje się na 1078. miejscu pod względem liczby ludności, natomiast pod względem powierzchni na miejscu 1402.).